# Strzechwowate

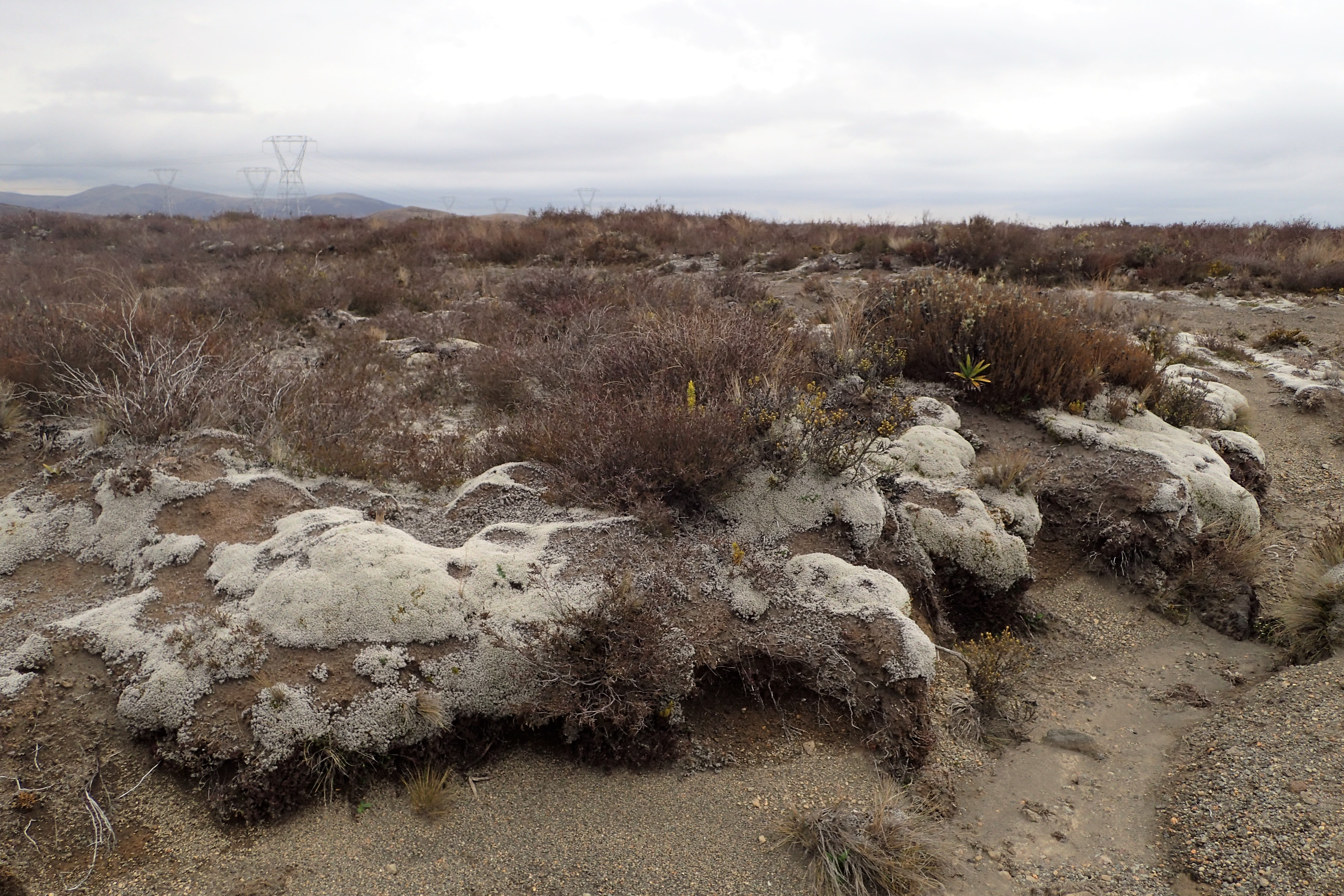
Racomitrium lanuginosum

Strzechwowate (Grimmiaceae Arn.) – rodzina mchów (prątników) z rzędu strzechwowców. Obejmuje 9–11 rodzajów z ok. 325 gatunkami spotykanymi na całym świecie. Do polskiej flory należy 56 gatunków z tej rodziny. Mchy te są kserofitami zasiedlającymi nagie, suche podłoża, zwykle piaski, skały, głazy i mury w nasłonecznionych miejscach.

## Morfologia
GametofitRośliny niewielkie, do 4 cm wysokie, tworzące sporofity na szczytach wzniesionych łodyżek lub na szczytach bocznych odgałęzień. Tworzą zwykle zwarte, mniej lub bardziej rozległe darnie o barwie oliwkowej do zielonoczarnej. Łodyżki przeważnie wzniesione, czasem podnoszące się lub płożące, rozwidlające się dychotomicznie lub nieregularnie. Listki wzniesione i przylegające do łodyżek lub ciasno zawijające się ku górze, często hyalinowe na końcu. Jajowate, lancetowate, językowate do równowąskich, zwykle całobrzegie. Liście perychecjalne, wspierające rodnie, niezróżnicowane lub odmienne od innych liści wegetatywnych.
SporofitSeta krótka lub długa, zwykle naga, rzadko brodawkowata. Zarodnia zwykle jajowata lub walcowata i prosto wzniesiona. Perystom zwykle obecny i pojedynczy, składający się z 16 ząbków, rzadko zredukowany. Czepek kapturkowaty, różnej długości (od przykrywającego tylko wieczko po sięgający za połowę zarodni), zwykle nagi, rzadziej brodawkowaty.

## Systematyka
Rodzina z rzędu strzechwowców Grimmiales M. Fleisch. z podklasy Dicranidae Doweld, klasy prątniki Bryopsida Rothm., podgromady Bryophytina Engler, gromady mchy Bryophyta Schimp. Do rodziny w ujęciu Goffineta i in. należy 9 rodzajów. W niektórych ujęciach w osobny rodzaj strzechewka Orthogrimmia wyodrębniane są gatunki przez Goffineta włączane do podrodzaju Grimmia subg. Orthogrimmia. Podobnie wyodrębniany bywa rodzaj litonerw Guembelia (≡ Grimmia subg. Guembelia) i strumieniowiec Hydrogrimmia.
Podział na podrodziny i rodzaje
Podrodzina subfam. Grimmioideae Brotherus in H. G. A. Engler and K. Prantl, Nat. Pflanzenfam. 215(I,3): 444. 1902
- Coscinodon Spreng. – siatkoząb
- Dryptodon Brid. – strzechwowiec
- Grimmia Hedw. – strzechwa
- Leucoperichaetium Magill
- Schistidium Bruch & Schimp. – rozłupek

Podrodzina subfam. Racomitrioideae Bednarek-Ochyra & Ochyra in R. Ochyra et al., Cens. Cat. Polish Mosses. 135. 2003
- Bucklandiella Roiv. – skalnik
- Codriophorus P. Beauv. – tępolistka
- Niphotrichum (Bednarek-Ochyra) Bednarek-Ochyra & Ochyra – szroniak
- Racomitrium Brid. – skalniczek